# Akuma-kun
Akuma-kun (jap. 悪魔くん) ist eine Manga-Reihe von Shigeru Mizuki, die als Fernsehserie, Fernsehfilm, Anime-Serie und Anime-Film adaptiert wurde. Eine international, darunter auch auf Deutsch verbreitete, Verfilmung als Serie kam 2023 heraus. Die Geschichten drehen sich um den Jungen Akuma-kun, der gegen böse Dämonen kämpft und das Ziel verfolgt, ein Reich zu schaffen, in dem Menschen und Dämonen in Frieden zusammenleben können.

## Inhalt
Die Reihe handelt von einem Helden, der als Akuma-kun (dt. etwa: „Teufelsjunge“) bezeichnet wird und die Welt zu einem besseren Ort machen soll; in einigen Serien als Messias, der das Tausendjährige Friedensreich („Millenniums-Königreich“ im Anime) einläuten will. Dafür leiht er sich die Kräfte der Akuma, wobei Akuma hier nicht nur für den christlichen Teufel steht, mit dem Akuma üblicherweise übersetzt wird, sondern für verschiedene Geister und Monster (Yōkai) aus Mythen und dem japanischen Volksglauben, wie es üblich für die Werke Mizukis ist.
Dem Helden begegnet Dr. Faust, der ihn darin einweiht, wie man einen Teufel beschwören kann und der ihm König Salomons Flöte übergibt, mit der er Teufel auch kontrollieren kann. Dem Helden unterstehen dabei im Verlauf zwölf Untergebene, die als Zwölf Apostel (十二使徒, jūni shito) bezeichnet werden.
Shigeru Mizuki veröffentlichte mehrere Manga-Reihen zu Akuma-kun, die sich nicht nur in der Handlung stark voneinander unterscheiden, sondern auch im Protagonisten.

## Veröffentlichungen und Adaptionen
Shigeru Mizuki veröffentlichte die Geschichten um Akuma-kun ab 1963 als Kashihon-Manga, d. h. Manga für den Leihbücherei-Markt.

### Manga
Akuma-kun (1964)Der erste Manga Akuma-kun erschien 1964 bei Tōkōsha in drei Bänden. Ursprünglich waren fünf Bände geplant, jedoch wurde die Reihe wegen schwacher Verkaufszahlen vorzeitig eingestellt. Der Protagonist hier ist Ichirō Matsushita (松下 一郎).
Akuma-kun (1966–1967)1966 folgte in Kōdanshas monatlichen Manga-Magazin Bessatsu Shōnen Magazine (heute: Gekkan Shōnen Magazine) und später bis 1967 im wöchentlich erscheinenden Schwestermagazin Shūkan Shōnen Magazine. Der neue Protagonist war Shingo Yamada (山田 真吾).
Akuma-kun Fukkatsu: Sennen Ōkoku (1970–1971)Akuma-kun Fukkatsu: Sennen Ōkoku (悪魔くん復活 千年王国, dt. „Teufelsjunge Auferstehung: Tausendjähriges Reich“) wurde in Shūeishas Shūkan Shōnen Jump veröffentlicht und nutzte wieder die Figur des Ichirō Matsushita.
Fukkatsu! Akuma-kun (1976)Die Kurzgeschichte Fukkatsu! Akuma-kun (復活! 悪魔くん) im Gekkan Shōnen Magazine war ein Crossover mit Mizukis bekanntestem Werk Ge Ge Ge no Kitarō, in dem Ichirō Matsushita gegen Kitarō kämpfte.
Akuma-kun Seikimatsu Taisen (1987–1988)Akuma-kun Seikimatsu Taisen (悪魔くん世紀末大戦, dt. „Teufelsjunge: der große Krieg am Ende des Jahrhunderts“) erschien bei Kōbunsha in deren Magazin Comic BE! und ist eine direkte Fortsetzung des ersten Manga.
Saishinban Akuma-kun (1988–1990)Saishinban Akuma-kun (最新版悪魔くん, dt. „Teufelsjünge: neue Version“) erschien in Kōdanshas Comic BonBon und diente als Vorlage der späteren Anime-Verfilmungen. Der Held in dieser Version ist Shingo Umoregi (埋れ木 真吾).
Nostradamus Taiyogen (1993–1994)Nostradamus Taiyogen (ノストラダムス大予言, Nosutoradamusu Taiyogen, dt. „Nostradamus große Vorhersagen“) erschien 1993 und 1994 in zwei Bänden bei Tatsumi Shuppan. Dieses Werk griff auf die Figur des Shingo Yamada zurück.
Die einzelnen Werke wurden teilweise bei anderen Verlagen erneut aufgelegt.

### Dorama
Der zweite Akuma-kun-Manga von 1966/7 mit Shingo Yamada als Protagonisten wurde als 26-teilige Dorama-Serie verfilmt. Diese wurde zwischen 6. Oktober 1966 und 30. März 1967 auf Nihon Educational Television (NET TV, heute: TV Asahi) ausgestrahlt.
Am frühen Abend des 15. Septembers 1986 wurde ein Fernsehfilm namens Akuma-kun auf Fuji TV ausgestrahlt. Dieser stellt eine neue Interpretation dar, da der Protagonist in diesem Shingo Itō (伊藤 真吾) ist.

### Anime
Die Serie wurde 1989 von Toei Animation unter der Regie von Jun’ichi Satō eine Anime-Serie produziert. Diese basiert auf dem Manga Saishinban Akuma-kun. Die 42 Folgen umfassende Serie wurde vom 15. April 1989 bis zum 24. März 1990 von TV Asahi in Japan ausgestrahlt.
Der Vorspann der Serie wurde unterlegt mit dem Lied Akuma-kun (悪魔くん) von Kōrogi ’73 & Wild Cats, für den Abspann verwendete man den Titel 12 Friends von Y.F Zombie Company.
Zu Toei Animations jährlichem Filmfestival Tōei Manga Matsuri wurden zwei Filme gezeigt: Am 15. Juli 1989 der 40-minütige Film Akuma-kun und am 10. März 1990 der 25 Minuten lange Akuma-kun: Yōkoso Akuma Land e!! (悪魔くん ようこそ悪魔ランドへ!!, Akuma-kun: Yōkoso Akuma Rando e!!).
Bei Encourage Films entstand für 2023 eine Neuverfilmung als zwölfteilige Fernsehserie. Regie führten Junichi Satō und Fumitoshi Oizaki, während Hiroshi Ōnogi die Drehbücher schrieb. Für das Charakterdesign war Sakae Shibuya verantwortlich und die künstlerische Leitung lag bei Yumiko Kuga. Für die Kameraführung war Takeo Ogiwara zuständig. Die Musik komponierte Akio Izutsu und das Abspannlied ist Futari (ふたり) von Sunao Yoshikawa. Die Produzenten waren Keisuke Naitō und Yuki Satō. Die Folgen wurden ab dem 9. November 2023 von Netflix international veröffentlicht, auch unter anderem mit einer deutschen Synchronisation.

#### Synchronisation
| Rolle        | Japanischer Sprecher 1989 (Seiyū) | Japanischer Sprecher 2023 | Deutscher Sprecher 2023 |
| ------------ | --------------------------------- | ------------------------- | ----------------------- |
| Akuma-kun    | Yūko Mita                         | Yūki Kaji                 | Tom Sielemann           |
| Mephisto III |                                   | Toshio Furukawa           | Fabian Hollwitz         |
| Yuko         | Kumiko Nishihara                  |                           |                         |
| Hiroshi      | Mayumi Tanaka                     |                           |                         |
| Kōmori Neko  | Keiichi Nanba                     | Keiichi Nanba             |                         |
| Larvi        | Ken Yamaguchi                     |                           |                         |
| Lilith       | Emi Shinohara                     |                           |                         |
| Yurg         | Michitaka Kobayashi               |                           |                         |
| Blue Pixie   | Chiyoko Kawashima                 |                           |                         |
| Dr. Faust    | Ichirō Nagai                      |                           |                         |
| Hyakume      | Sanae Miyuki                      |                           |                         |
| Mephisto II  | Toshio Furukawa                   | Toshio Furukawa           |                         |

### Videospiel
1990 veröffentlichte Bandai ein Computerrollenspiel für die Konsole Famicon zur Animeserie. Der Spieler kann, in der Rolle von Akuma-kun, verschiedene Dämonen beschwören, um für ihn in mehreren Runden zu kämpfen.